# هانس-گئورگ یورگر
هانس-گئورگ یورگر (انگلیسی: Hans-Georg Jörger؛ زادهٔ ۲۶ نوامبر ۱۹۰۳ - درگذشته نامشخص) شمشیرباز اهل آلمان است.
وی در مسابقات کشوری و بین‌المللی در مجموع برندهٔ ۱ مدال برنز شده‌است.